# Liste des monuments historiques d'Affler
La Liste des monuments historiques d'Affler contient un monument historique à Affler, une municipalité allemande située dans le Land de Rhénanie-Palatinat et l'arrondissement d'Eifel-Bitburg-Prüm.

## Liste
| Monument          | Adresse       | Coordonnées                      | Notice | Protection | Date | Illustration      |
| ----------------- | ------------- | -------------------------------- | ------ | ---------- | ---- | ----------------- |
| Église catholique | Dorfstraße 10 | 50° 00′ 53″ nord, 6° 09′ 12″ est |        |            |      | Église catholique |